# Marja West
Marja West (geboren in Bakkum) is een Nederlandse schrijfster.

## Loopbaan
In 2015 debuteerde West met Uitgeteld (bij Ambo/Anthos), dat op de longlist stond van de Diamanten Kogel, de Belgische prijs voor de beste Nederlandstalige thriller. In 2016 verscheen van haar hand Echte barkeepers heten Henk bij dezelfde uitgever. In beide boeken combineerde West spanning met humor.
Naast boeken schrijft West luisterseries voor Uitgeverij Storytel Originals. In 2017 verscheen van haar hand Gelukkig zijn we familie, de eerste audio-soap, en De bende van Huize Avondrust (voorgelezen door Bram van der Vlugt), dat tevens werd vertaald in het Deens. In 2018 verscheen Graviton, dat vertaald werd in het Fins, Spaans en Arabisch. In 2018 verscheen tevens het tweede seizoen van Gelukkig zijn we familie.
In 2020 werden de filmrechten van Graviton tijdens Shoot the Book in Cannes verkocht aan Vauxclair www.vauxclairproductions.com.
In 2020 verscheen Het spel van leugens bij Crime Compagnie onder de alias Anna West, de filmrechten werden verkocht aan Stepping Stone Productie.
In maart 2021 verschijnt het eerste deel van een serie van vier romans getiteld Nueva Vida bij Luitingh Sijthoff, onder de alias Anna Thomas.
In april 2021 verschijnt Verloren in de jungle, de mysterieuze verdwijning van Kris en Lisanne bij Unieboek|Het Spectrum. West schreef dit met co-auteur Jurgen Snoeren en de Panamese Officier van Justitie op deze zaak Betzaida Pitti Cerrud. In augustus van dat jaar werden de filmrechten verkocht aan Stepping Stone Producties.
Naast boeken schrijft West ook scenario's.

## Persoonlijk
Marja West werd geboren in Bakkum in de provincie Noord-Holland, maar woonde jaren in Groningen en Drenthe. In 2021 verhuisde ze samen met haar man naar Spanje.